# Yrjö Kilpinen

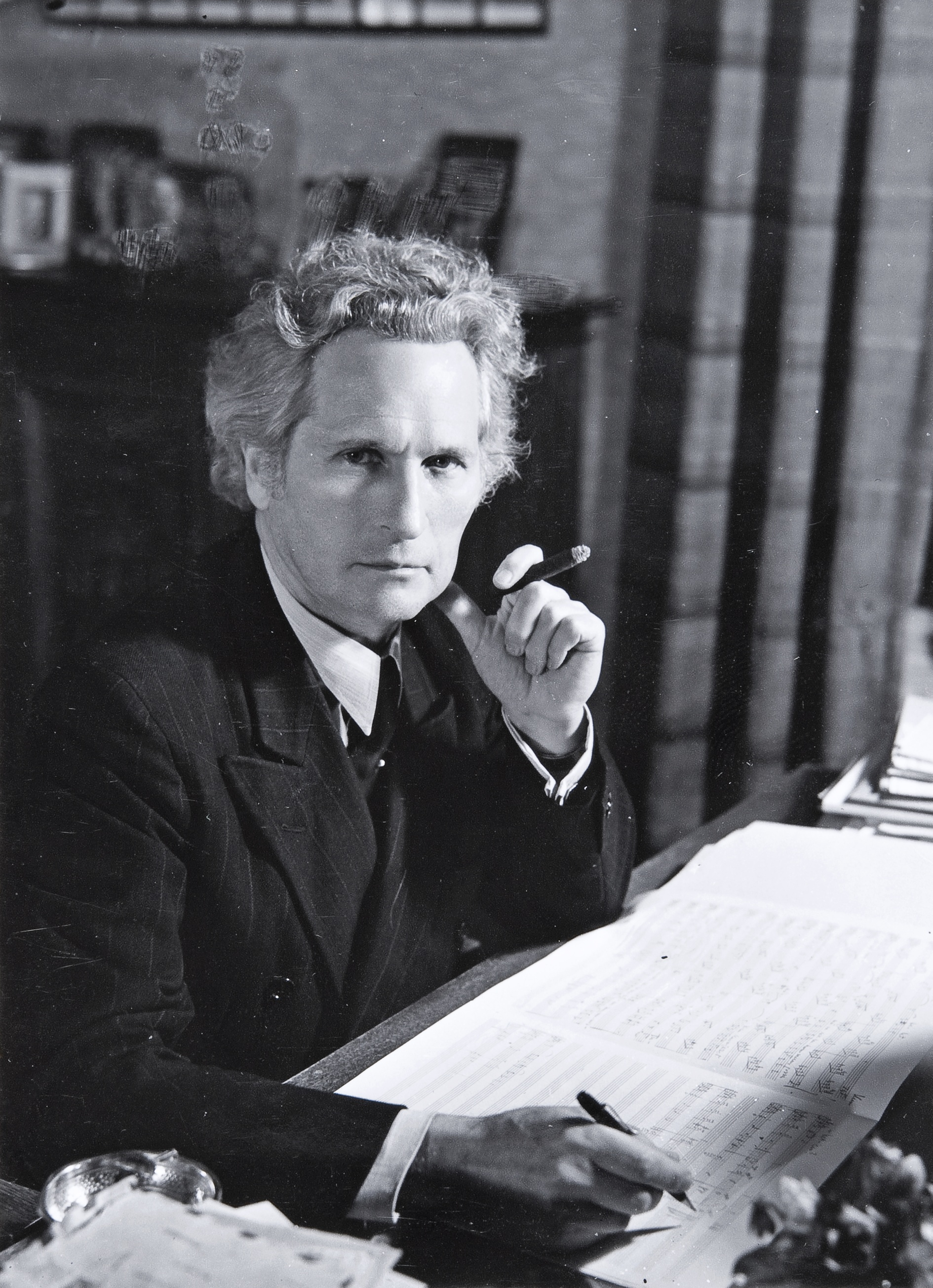
Yrjö Kilpinen im Jahr 1951.

Yrjö Henrik Kilpinen (* 4. Februar 1892 in Helsinki; † 2. März 1959 ebenda) war ein finnischer Komponist.

## Leben
1908 begann Kilpinen in Helsinki sein Musikstudium mit dem Hauptfach Klavier. Zwei Jahre später ging er nach Wien, um bei Richard Heuberger und J. Hoffmann Komposition zu studieren. Von 1913 bis 1914 war er Schüler bei Otto Taubmann und Paul Juon in Berlin. Danach nahm er Privatunterricht bei Toivo Kuula in Helsinki.
Zunächst verdiente sich Kilpinen seinen Lebensunterhalt als Klavierlehrer, Begleiter, Korrepetitor und Kritiker. Er stand jedoch zu keiner Zeit in einem festen Beschäftigungsverhältnis, sondern arbeitete freischaffend. Seine Kompositionen fanden in Finnland ziemlich schnell große Beachtung und führten seit 1925 zu einem Staatsstipendium, welches 1935 in eine lebenslange Pension umgewandelt wurde, so dass sich Kilpinen ohne Existenzsorgen auf sein kompositorisches Schaffen konzentrieren konnte.
Kilpinen wurde 1948 die Auszeichnung Akademiker verliehen und 1952 wurde er vom Tonkünstlerverband und der Komponistenvereinigung Finnlands zum Ehrenmitglied ernannt. 1959 verstarb er im Alter von 67 Jahren.

## Werk
Kilpinens Gesamtwerk umfasst neben einigen Instrumentalkompositionen (u. a. 6 Klaviersonaten, eine Cellosonate) etwa 700 Lieder, die oft in Zyklen nach Gedichten finnischer, schwedischer und deutscher Lyriker angeordnet sind. Unter den deutschen Dichtern ist besonders Christian Morgenstern hervorzuheben, von dem Kilpinen 74 Gedichte vertont hat. Hiervon am bekanntesten sind die expressiven „Lieder um den Tod“ op. 62 geworden. Zudem vertonte Kilpinen auch Gedichte von Hans Fritz von Zwehl.
Die Lieder Kilpinens – von zeitgenössischen Kritikern wurde er häufiger als „finnischer Schubert“ bezeichnet – zeichnen sich meistens durch eine gesangliche Melodik aus. Die auf tonalem Boden stehende Harmonik ist oft betont schlicht gehalten, manchmal ist man sogar versucht, von „Primitivismen“ zu sprechen, aber wenn der Ausdruck es erfordert, arbeitet Kilpinen auch mit ausgeweiteten harmonischen Mitteln. Viele der Lieder gewinnen erst im zyklischen Kontext an Kraft und Dichte. Oft leben sie besonders von der engen Naturverbundenheit und der starken Bindung an die finnische Heimat. Ein Beispiel dafür ist der 64 Lieder umfassende „Kanteletar“-Zyklus op. 100.